# Pachrophylla esmerelda
Pachrophylla esmerelda är en fjärilsart som beskrevs av Butler och Galv. 1893. Pachrophylla esmerelda ingår i släktet Pachrophylla och familjen mätare. Inga underarter finns listade i Catalogue of Life.